# Seznam premiérů Albánie
Toto je seznam předsedů vlád Albánie:
| Pořadí                                    | Portrét | Jméno                 | Nástup             | Odchod             |
| ----------------------------------------- | ------- | --------------------- | ------------------ | ------------------ |
| Nezávislá Albánie                         |         |                       |                    |                    |
| 1.                                        |         | Ismail Kemali         | 4. prosince 1912   | 22. ledna 1914     |
| Albánské knížectví                        |         |                       |                    |                    |
| 2.                                        |         | Turhan Përmeti        | 14. března 1914    | 3. září 1914       |
| 3.                                        |         | Essad Toptani         | 5. října 1914      | 27. ledna 1916     |
| (2.)                                      |         | Turhan Përmeti        | 25. prosince 1918  | 29. ledna 1920     |
| 4.                                        |         | Sulejman Delvina      | 30. ledna 1920     | 14. listopadu 1920 |
| 5.                                        |         | Ilias Vrioni          | 15. listopadu 1920 | 16. října 1921     |
| 6.                                        |         | Pandeli Evangjeli     | 16. října 1921     | 6. prosince 1921   |
| 7.                                        |         | Kazim Koculi          | 6. prosince 1921   | 6. prosince 1921   |
| 8.                                        |         | Hasan Priština        | 7. prosince 1921   | 12. prosince 1921  |
| 9.                                        |         | Idhomen Kosturi       | 12. prosince 1921  | 24. prosince 1921  |
| 10.                                       |         | Džafer Ypi            | 24. prosince 1921  | 2. prosince 1922   |
| 11.                                       |         | Ahmet Zogu            | 2. prosince 1922   | 25. února 1924     |
| 12.                                       |         | Šefket Vërlaci        | 3. března 1924     | 27. května 1924    |
| (5.)                                      |         | Ilias Vrioni          | 31. května 1924    | 10. června 1924    |
| 13.                                       |         | Fan Noli              | 16. června 1924    | 24. prosince 1924  |
| Albánská republika (1925–1928)            |         |                       |                    |                    |
| (11.)                                     |         | Ahmet Zogu            | 6. ledna 1925      | 1. září 1928       |
| Albánské království                       |         |                       |                    |                    |
| 14.                                       |         | Kostak Kotta          | 5. září 1928       | 5. března 1930     |
| (6.)                                      |         | Pandeli Evangjeli     | 6. března 1930     | 16. října 1935     |
| 15.                                       |         | Mehdi Frašëri         | 21. října 1935     | 7. listopadu 1936  |
| (14.)                                     |         | Kostak Kotta          | 9. listopadu 1936  | 7. dubna 1939      |
| Italský protektorát v Albánii (1939–1943) |         |                       |                    |                    |
| (12.)                                     |         | Šefket Vërlaci        | 12. dubna 1939     | 3. prosince 1941   |
| 16.                                       |         | Mustafa Merlika-Kruja | 4. prosince 1941   | 4. ledna 1943      |
| 17.                                       |         | Ekrem Libohova        | 18. ledna 1943     | 11. února 1943     |
| 18.                                       |         | Malik Bušati          | 12. února 1943     | 28. dubna 1943     |
| (17.)                                     |         | Ekrem Libohova        | 11. května 1943    | 10. září 1943      |
| Německá okupace                           |         |                       |                    |                    |
| 19.                                       |         | Redžep Mitrovica      | 5. listopadu 1943  | 16. června 1944    |
| 20.                                       |         | Fikri Dine            | 18. července 1944  | 28. srpna 1944     |
| 21.                                       |         | Ibrahim Biçakçiu      | 6. září 1944       | 25. října 1944     |
| Albánská socialistická lidová republika   |         |                       |                    |                    |
| 22.                                       |         | Enver Hodža           | 10. listopadu 1944 | 20. července 1954  |
| 23.                                       |         | Mehmet Šehu           | 20. července 1954  | 18. prosince 1981  |
| 24.                                       |         | Adil Çarçani          | 4. ledna 1982      | 22. února 1991     |
| Albánská republika (od 1991)              |         |                       |                    |                    |
| 25.                                       |         | Fatos Nano            | 22. února 1991     | 4. června 1991     |
| 26.                                       |         | Ylli Bufi             | 5. června 1991     | 10. prosince 1991  |
| 27.                                       |         | Vilson Ahmeti         | 10. prosince 1991  | 4. dubna 1992      |
| 28.                                       |         | Aleksandër Meksi      | 13. dubna 1992     | 1. března 1997     |
| 29.                                       |         | Baškim Fino           | 13. března 1997    | 25. července 1997  |
| (25.)                                     |         | Fatos Nano            | 25. července 1997  | 28. září 1998      |
| 30.                                       |         | Pandeli Majko         | 28. září 1998      | 29. října 1999     |
| 31.                                       |         | Ilir Meta             | 29. října 1999     | 29. ledna 2002     |
| (30.)                                     |         | Pandeli Majko         | 7. února 2002      | 24. července 2002  |
| (25.)                                     |         | Fatos Nano            | 24. července 2002  | 8. září 2005       |
| 32.                                       |         | Sali Beriša           | 8. září 2005       | 11. září 2013      |
| 33.                                       |         | Edi Rama              | 11. září 2013      |                    |